# Велье-Никольское
Велье-Никольское — село в Чернском районе Тульской области России.
В рамках административно-территориального устройства является центром Вельеникольской сельской администрации Чернского района, в рамках организации местного самоуправления входит в сельское поселение Северное.
Население — 571 чел. (2010).

## География
Расположено в 2 км к северо-востоку от райцентра, пгт Чернь.

## Название
Согласно церковным записям название села произошло от урочища Велинка, находящегося рядом с селом, и от названия приходского храма. Кроме того, раньше местные жители называли также село и Минино, по имени владельцев села — дворян Мининых.

## История
Село впервые упоминается в «Главах писцовых книг Черньсково уезда» 1630-1631 годов как деревня Велья в Городском стану Чернского уезда:
За стол(ь)ником за княз(ь) Иваном Федоровичем Лыковым боярина кн(я)зь Ивановского поместья Василевича Голицина деревня Вел(ь)я насуходоле под Большим под Черным лесом. А в нем двор помещиков, да дворприказчиков …
В то время в селе находился двор помещика, двор приказчика, 20 дворов, 13 бобыльских и 17 пустых дворов.
В 1779 году в селе на средства генерала П.Г. Племянникова был построен каменный храм Святого Николая с каменной колокольней.
Из владельцев села Мининых наиболее известен в Велье-Никольском Василий Петрович Минин (1805-1874) — гвардии штабс-ротмистр, действительный статский советник. Велье-Никольское досталось ему по наследству вместе с окрестными деревнями, в которых проживало более 1600 крепостных. Он был одним из крупных землевладельцев не только в Чернском уезде, но и в губернии. Ему принадлежало 3200 десятин земли. Он несколько раз избирался предводителем дворянства Чернского уезда (в 1838-1840, 1845-1846, 1853-1855 годах), а в 1859-1861 годах был губернским предводителем дворянства. В Велье-Никольском он построил большой кирпичный дом, возвел многочисленные хозяйственные постройки, каскад прудов, в которых разводилась рыба, разбил сад и парк, в 1850 году произвёл капитальный ремонт храма Святого Николая.
После смерти В.П.Минина в 1874 году село перешло к его сыновьям, но они в начале 1890-х годов продали имение петербургскому издателю Алексею Сергеевичу Суворину.
С 1896 года в селе работала церковно-приходская школа. В 1897 году в школе учились 24 мальчика и 1 девочка.
После революции в господском доме, построенном В.П. Мининым, разместился детский дом, а потом школа.
Во время Великой Отечественной войны, когда районный центр был разрушен, в Велье-Никольском некоторое время находился райисполком, школа, другие районные учреждения и ведомства.
4 ноября 2007 года в селе сгорел дом-интернат для престарелых. В пожаре погибло 34 человека.

## Достопримечательности
Церковь Святого Николая. В церкви хранилась икона Ахтырской Божьей Матери.

## Персоналии
- Суворин, Алексей Сергеевич (1834 — 1912) — русский издатель. Владел поместьем в селе.
- Голованов, Борис Михайлович (1938 — 2012) — российский писатель. Жил в селе.